# Vérandas Willems/Saison 2014
Dieser Artikel listet Erfolge und Fahrer des Radsportteams Vérandas Willems in der Saison 2014 auf.

## Saison 2014

### Erfolge in der UCI Europe Tour
| Datum           | Rennen                               | Kat. | Fahrer          |
| --------------- | ------------------------------------ | ---- | --------------- |
| 30. Mai         | 2. Etappe Flèche du Sud              | 2.2  | Gaëtan Bille    |
| 28. Mai–1. Juni | Gesamtwertung Flèche du Sud          | 2.2  | Gaëtan Bille    |
| 17. Juli        | Prolog Sibiu Cycling Tour            | 2.1  | Olivier Pardini |
| 27. Juli        | Grand Prix de la ville de Pérenchies | 1.2  | Gaëtan Bille    |

### Zugänge – Abgänge
| Zugänge           | Team 2013                      | Abgänge              | Team 2014                      |
| ----------------- | ------------------------------ | -------------------- | ------------------------------ |
| Gaëtan Bille      | Lotto Belisol                  | Olivier Poppe        | T.Palm-Pôle Continental Wallon |
| Willem Wauters    | Vacansoleil-DCM                | Kévin Thomé          | T.Palm-Pôle Continental Wallon |
| Nicolas Vereecken | An Post-ChainReaction          | Christopher Deguelle | Team Ottignies-Pervez          |
| Louis Convens     | T.Palm-Pôle Continental Wallon | Dimitri Fauville     | Team Ottignies-Pervez          |
| Emiel Wastyn      | Ventilair-Steria Cycling Team  | Sergio Ferrari       | Team Ottignies-Pervez          |
| Walt De Winter    | Lotto Belisol U23              | Quentin Borcy        | Vérandas Willems-CC Chevigny   |
| Thomas De Troch   | Neoprofi                       | Gert Lodewijks       | Unbekannt                      |
| Michael Goolaerts | Neoprofi                       | Antoine Pirlot       | Unbekannt                      |
| Jelle Mannaerts   | Neoprofi                       | Guillaume Rase       | Unbekannt                      |
| Joren Touquet     | Neoprofi                       | Florent Serry        | Unbekannt                      |

### Mannschaft
| Name                  | Geburtstag         | Nationalität |              |
| --------------------- | ------------------ | ------------ | ------------ |
| Gaëtan Bille          | 6. April 1988      | Belgien      |              |
| Jérémy Burton         | 13. September 1984 | Belgien      |              |
| Jean-Albert Carnevali | 19. September 1993 | Belgien      |              |
| Louis Convens         | 5. Dezember 1993   | Belgien      |              |
| Thomas De Troch       | 16. Dezember 1993  | Belgien      |              |
| Walt De Winter        | 24. November 1988  | Belgien      |              |
| Michael Goolaerts     | 24. Juli 1994      | Belgien      |              |
| Jelle Mannaerts       | 14. Oktober 1991   | Belgien      |              |
| Nicolas Mertz         | 30. Juli 1993      | Belgien      |              |
| Olivier Pardini       | 30. Juli 1985      | Belgien      |              |
| Floris Smeyers        | 10. September 1990 | Belgien      |              |
| Joren Touquet         | 28. Januar 1993    | Belgien      |              |
| Niels Vandyck         | 30. August 1990    | Belgien      |              |
| Nicolas Vereecken     | 21. Februar 1990   | Belgien      |              |
| Emiel Wastyn          | 1. Januar 1992     | Belgien      |              |
| Willem Wauters        | 10. November 1989  | Belgien      |              |
| Stagiaires            | Stagiaires         | Nationalität | Nationalität |
| Sten Van Gucht        | Sten Van Gucht     | Belgien      |              |